# Vilsandi
Vilsandi (deutsch veraltet auch Filsand) ist die westlichste bewohnte Insel Estlands. Sie liegt in der nördlichen Ostsee westlich der Insel Saaremaa. Administrativ gehört Vilsandi zur Gemeinde Saaremaa. Die Insel ist Teil des Nationalparks Vilsandi.

## Geographie
Vilsandi gehört zu den Moonsund-Inseln. Sie hat eine Fläche von 8,75 km² und zählt 22 Einwohner.
An der Westküste von Vilsandi gibt es eine Reihe kleiner Inseln, die als Vogelinseln bezeichnet werden. Die Landmassen der heutigen Insel erhoben sich vor rund 2000 Jahren aus dem Meer. Die Insel selbst entstand erst vor rund 350 Jahren, als durch den immer noch anhaltenden nacheiszeitlichen Kontinentalhub mehrere kleinere Inseln zusammenwuchsen. In absehbarer Zukunft wird wohl auch die Meerenge, die Vilsandi von Saaremaa trennt, so geschlossen werden. Im Westen der Insel hat sich der rund 2,5 ha große natürliche Binnensee Abajaloik gebildet. 1910 wurde Vilsandi zum ersten Vogelschutzgebiet des Baltikums erklärt. 1971 wurde der Nationalpark Vilsandi gegründet.

## Klima
Vilsandi hat die meisten Sonnentage Estlands und zeichnet sich durch ein ganzjährig mildes Klima aus.

## Sehenswürdigkeiten
Auf der Insel befindet sich ein 1809 erbauter Leuchtturm, der eine estnische Briefmarke von 1999 ziert.
Die Insel Vilsandi wurde in der Folge „Estlands Inselwelt“ der Reihe Mare TV porträtiert. Es wurden drei Bewohner vorgestellt, unter anderem auch der aktuelle Leuchtturmwärter.

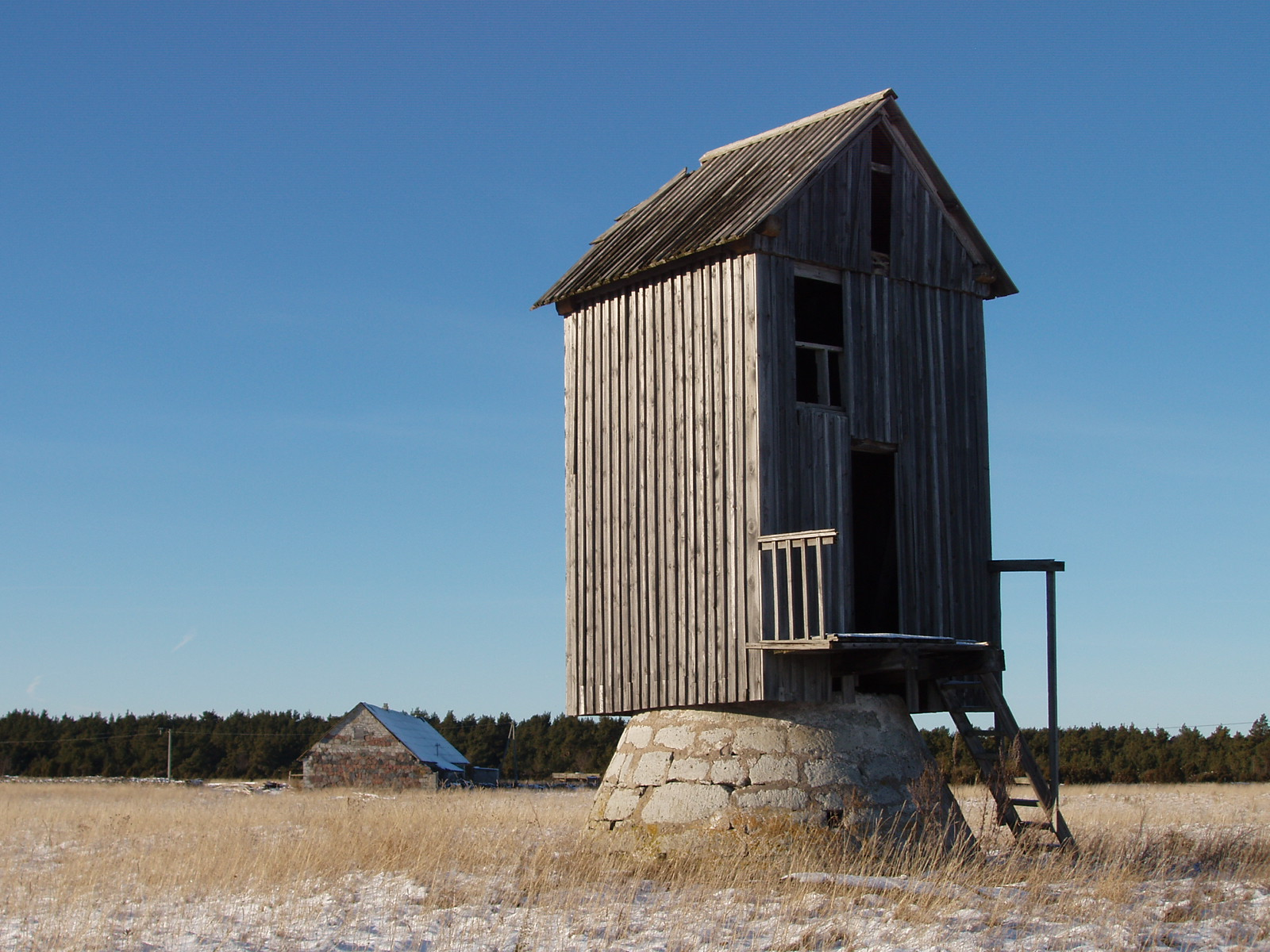
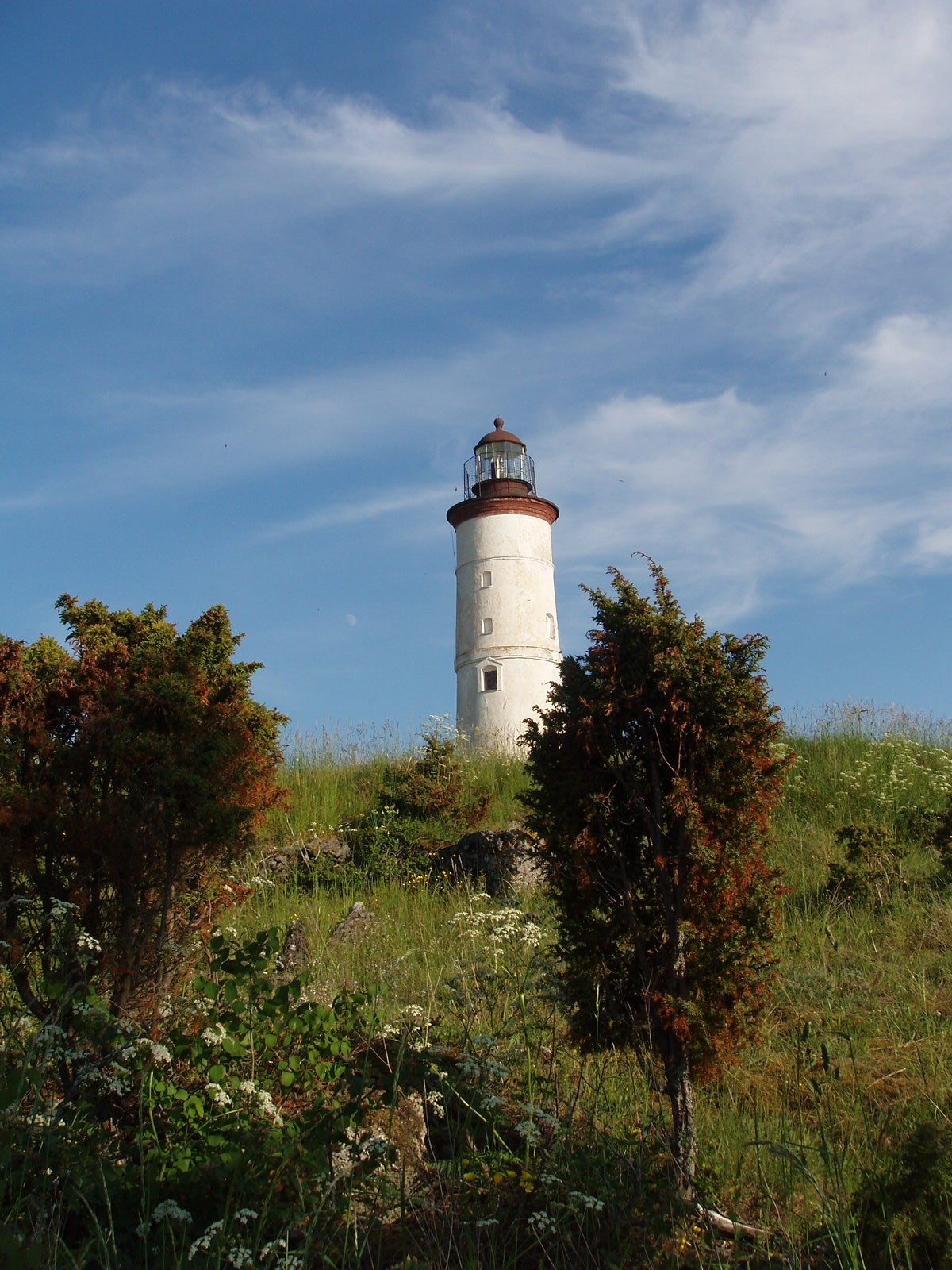
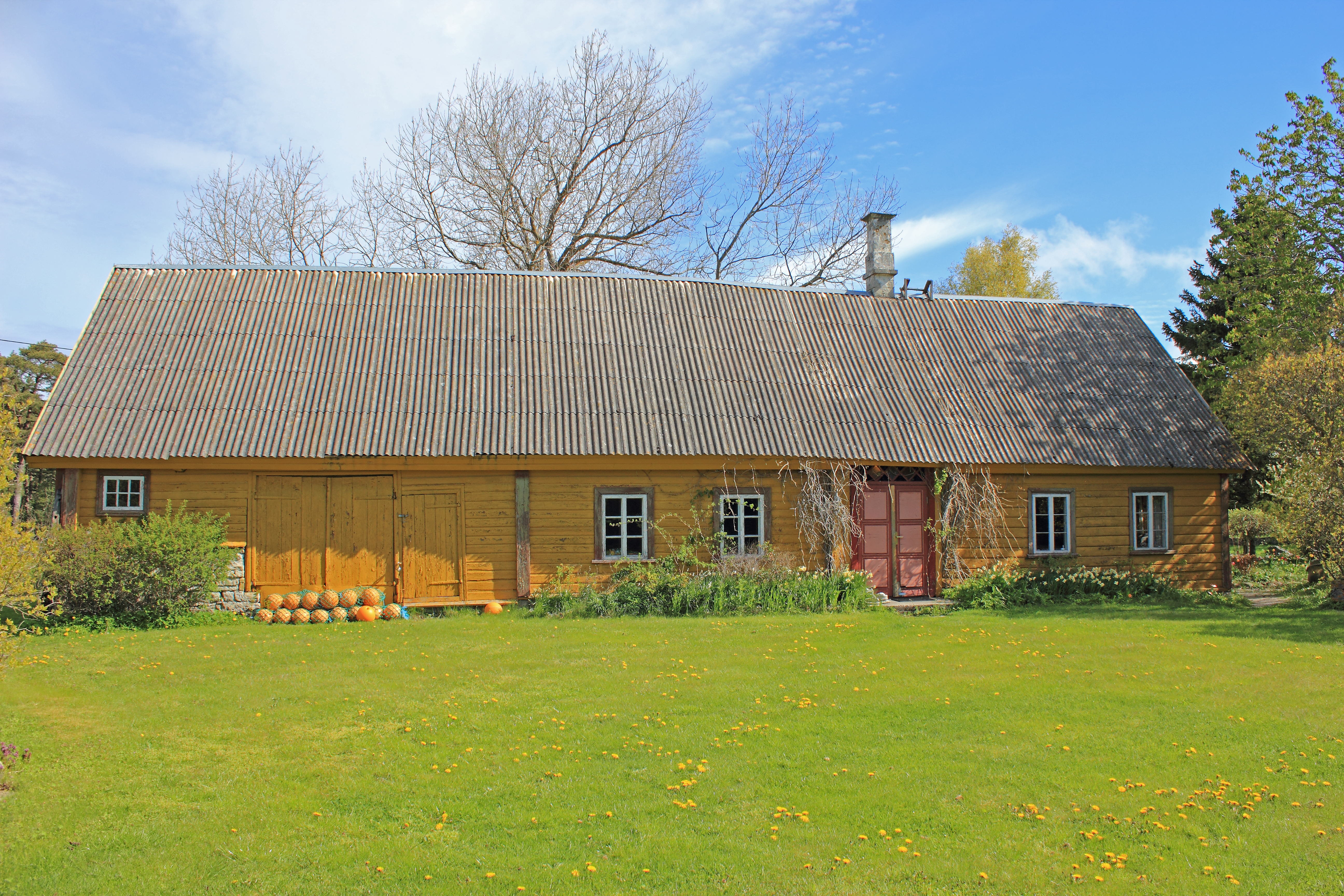
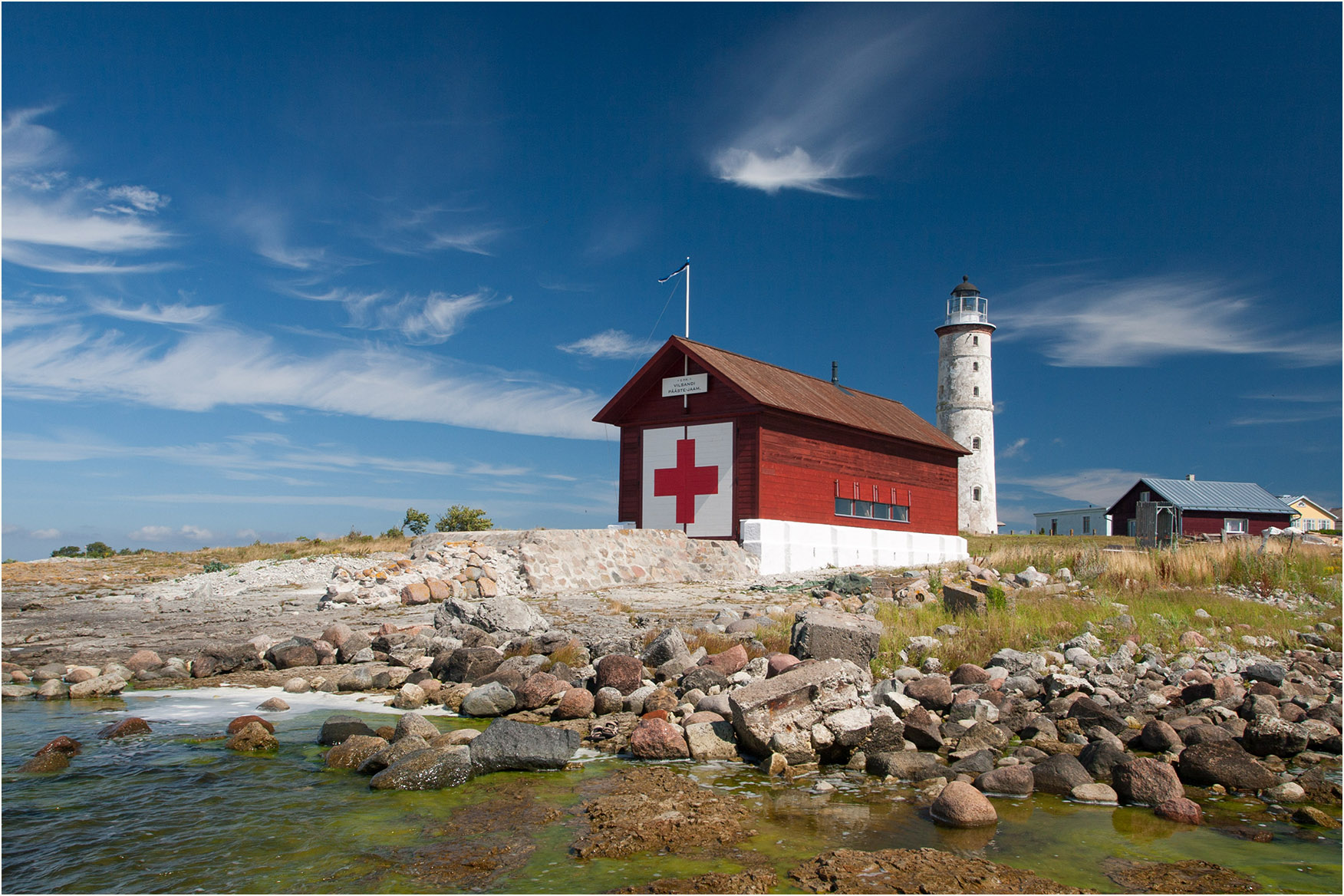
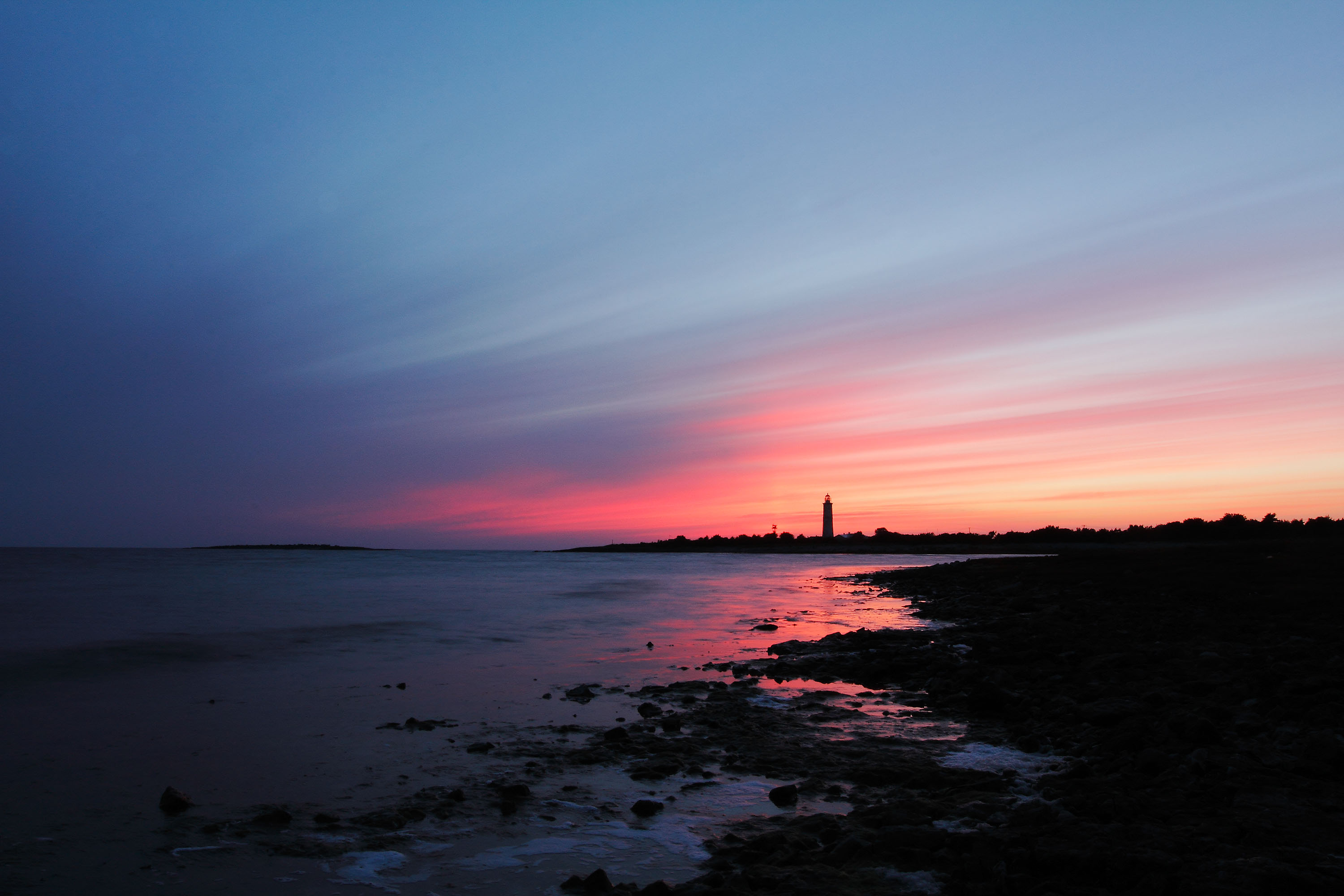